# Fluorid arsenitý
Fluorid arsenitý je chemická sloučenina arsenu a fluoru se vzorcem AsF3. Za normálních podmínek je to bezbarvá kapalina, která prudce reaguje s vodou.

## Příprava a vlastnosti
Může být připraven reakcí kyseliny fluorovodíkové a oxidu arsenitého:
6 HF + As2O3 → 2 AsF3 + 3 H2O
Má pyramidovou strukturu v plynném skupenství, která je také přítomna v skupenství pevném. V plynném skupenství je délka vazby As-F 170,6 pm a úhel vazby mezi F-As-F 96,2°.
Fluorid arsenitý je používán k fluorování nekovových chloridů na fluoridy, díky tomu, že je méně reaktivní než fluorid antimonitý SbF3.
Draselná sůl KAs2F7 připravená z KF a AsF3 obsahuje ve své struktuře molekuly AsF4− a AsF3 a byla dokázáno, že molekula AsF3 interaguje s aniontem AsF4−.